# Neomegalonychus
Neomegalonychus is een geslacht van kevers uit de familie van de loopkevers (Carabidae). De wetenschappelijke naam van het geslacht is voor het eerst geldig gepubliceerd in 1948 door Jeannel.

## Soorten
Het geslacht Neomegalonychus is monotypisch en omvat slechts de volgende soort:
- Neomegalonychus crassipes Jeannel, 1948